# Unité de film et de photographie de l'Armée canadienne
 (février 2025).
L'Unité de film et de photographie de l'Armée canadienne (en anglais : Canadian Army Film and Photo Unit), est une unité de l'Armée canadienne fondée en 1941 dans l'objectif de documenter les opérations militaires de la Seconde Guerre mondiale. Elle fut la dernière unité du genre à être créée parmi les Alliés. Elle est active jusqu'en 1945.

## Histoire
Un premier photographe officiel de l'Armée canadienne, le lieutenant Laurie Audrain, fut nommé le 25 juin 1940. Cependant, on reconnut rapidement qu'une unité dédiée uniquement à la photographie était nécessaire. Celle-ci fut formée le 19 juin 1941 sous le commandement du capitaine William Abell. Vers la fin de la Seconde Guerre mondiale, 59 photographes et cadreurs avaient été impliqués dans des opérations de combat en Europe. Parmi eux, six sont décédés et 18 autres ont été blessés.
Ses objectifs étaient de filmer les troupes canadiennes en action et fournir au ministère de la Défense nationale, ainsi qu'aux médias, des courts métrages d'information. Ce fut la première unité alliée à fournir des images des vagues d'assaut en Sicile et en Normandie et la seule à produire des images couleurs de la bataille de Normandie.
Les membres de l'Unité étaient souvent en première ligne, parfois même devant elle. Lors de la libération de Dieppe en 1944, alors que le bataillon des Manitoba Dragoons attendait l'ordre d'avancer, les membres de l'Unité de film ont été les premiers soldats alliés à entrer dans la ville. 
Le photographe Ken Bell est un des membres de l'Unité. Ses photographies de guerre, prises avec un appareil Rolleiflex, sont conservées par la Bibliothèque et Archives Canada à Ottawa. Après la guerre, Bell a publié plusieurs ouvrages illustrés de photographies sur ses expériences au sein de l'UPFC, dont Curtain Call en 1953 et Not in Vain en 1973.
L'Unité est dissoute à la fin de Seconde Guerre mondiale.

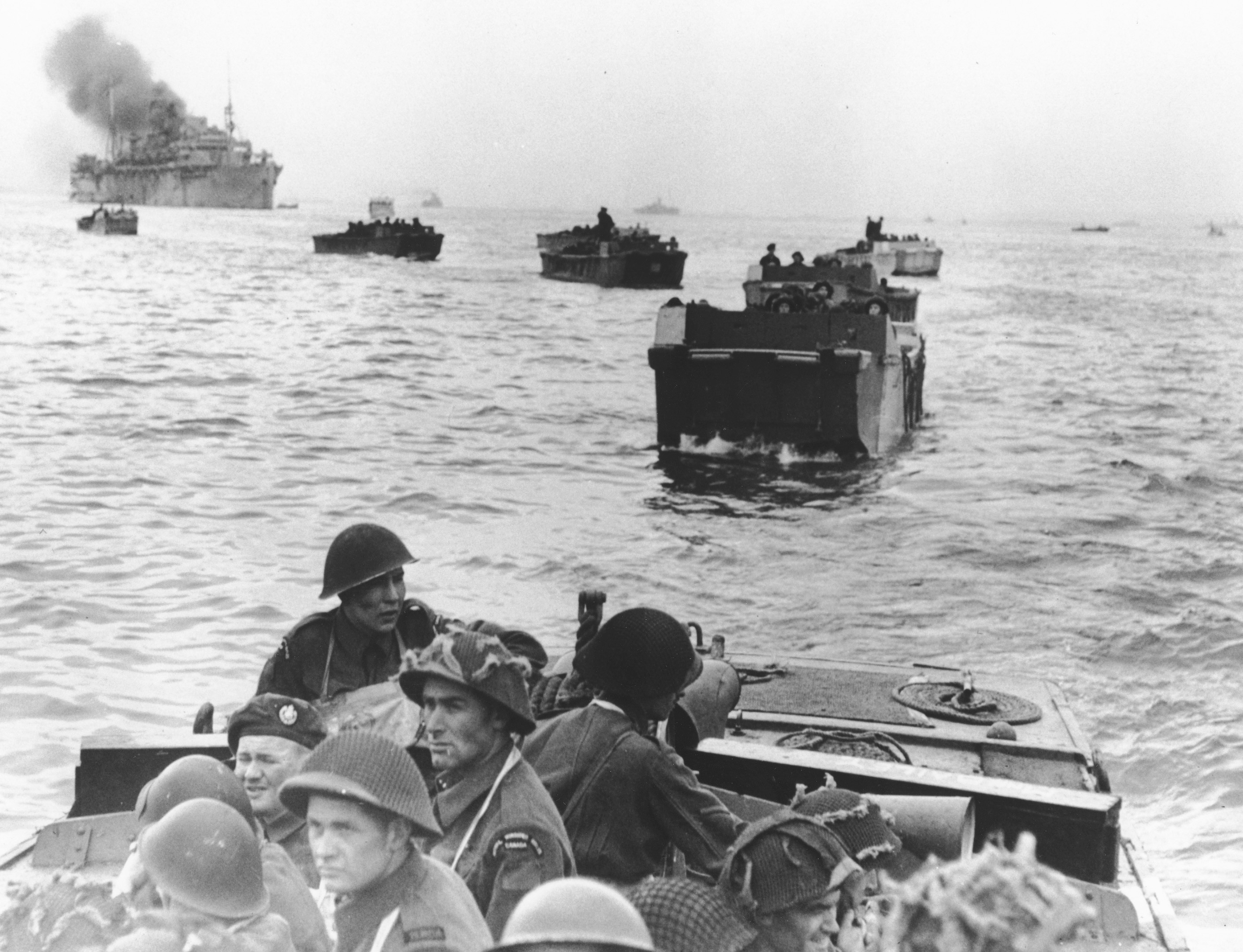
Les Royal Winnipeg Rifles à bord d'un LCA lors du Jour J.
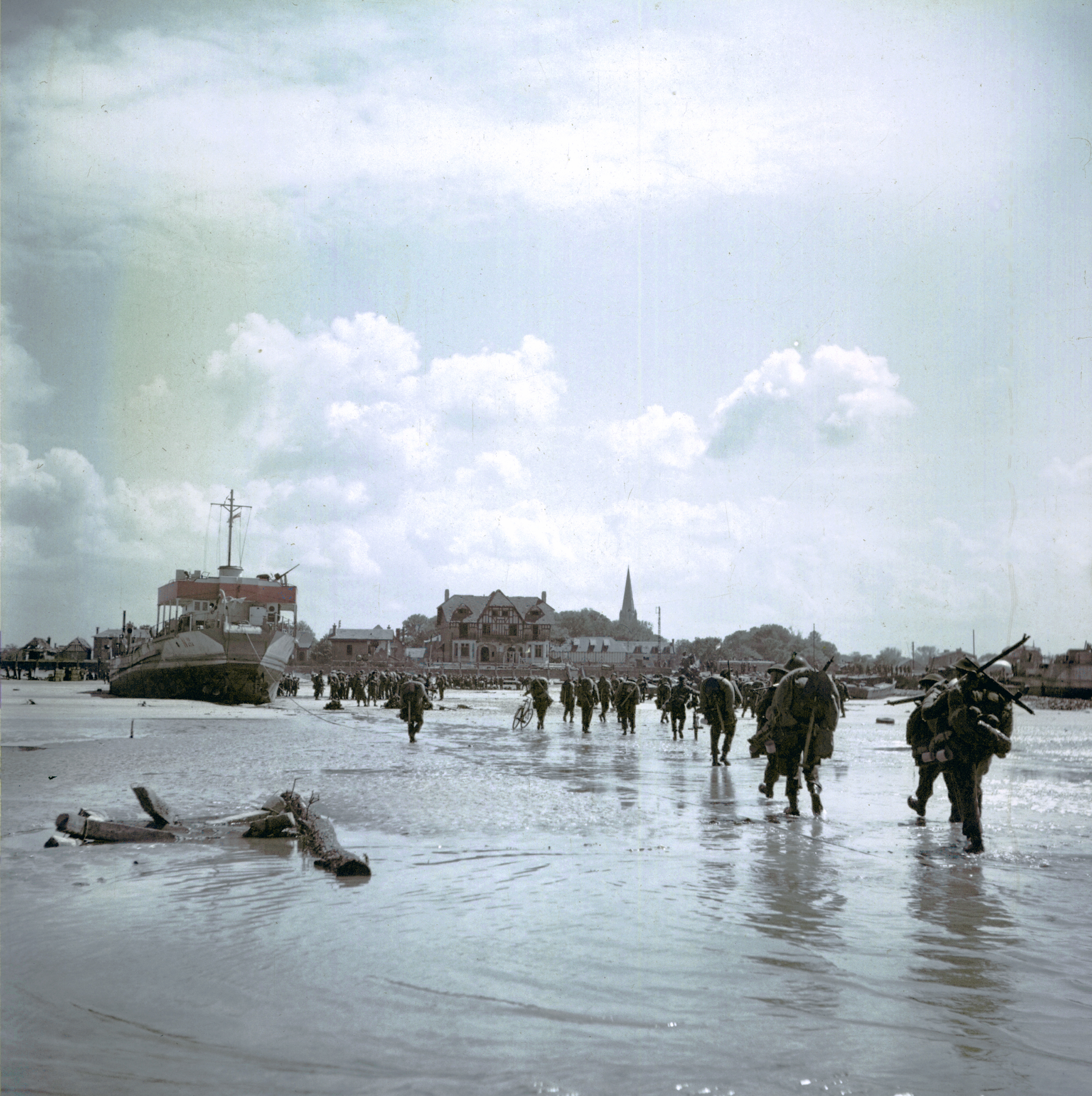
Des soldats canadiens à Bernières-sur-Mer le 6 juin 1944.
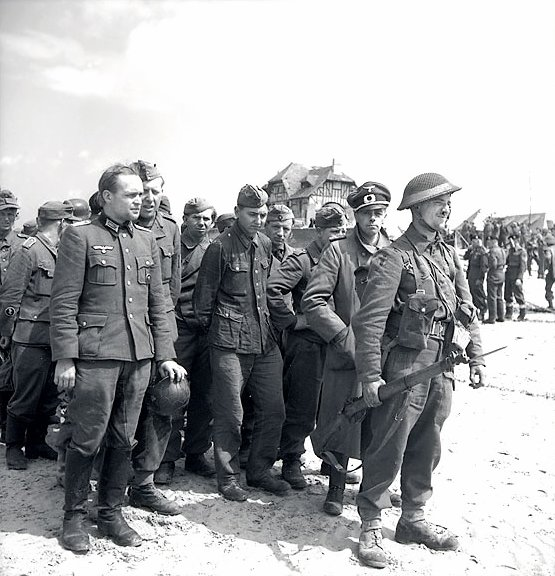
Des prisonniers allemands faits par les Canadiens à Courseulles-sur-Mer.